# Carmagnole
Die Carmagnole [kaʀmaˈɲɔl] ist ein Rundgesang und Tanz der Republikaner, der 1792 zur Zeit der Französischen Revolution aufkam. Er wurde u. a. während der Hinrichtungen um die Guillotine gesungen und getanzt. 

## Entstehung und Rezeption
Der von einem unbekannten Autor verfasste Text verspottet den zur Zeit der Entstehung des Liedes faktisch bereits entmachteten französischen König Ludwig XVI. und dessen Frau Marie-Antoinette. Der Titel spielt auf den Ort Carmagnola im Piemont an, der Anfang 1792 von den Franzosen eingenommen worden war. Ein direkter Zusammenhang zwischen dem norditalienischen Städtchen und Text beziehungsweise Melodie des Liedes ist jedoch nicht zweifelsfrei nachweisbar. Zwei andere historische Ereignisse desselben Jahres, die zur Verbreitung und Bekanntheit der Carmagnole entscheidend beigetragen haben, sind der Tuileriensturm (10. August) und die Schlacht von Jemappes (6. November). Nachdem Napoleon Konsul geworden war, verbot er das Singen des Revolutionsliedes. Es blieb jedoch populär und wurde vielfach durch Textvarianten auf aktuelle Ereignisse bezogen.

## Melodie

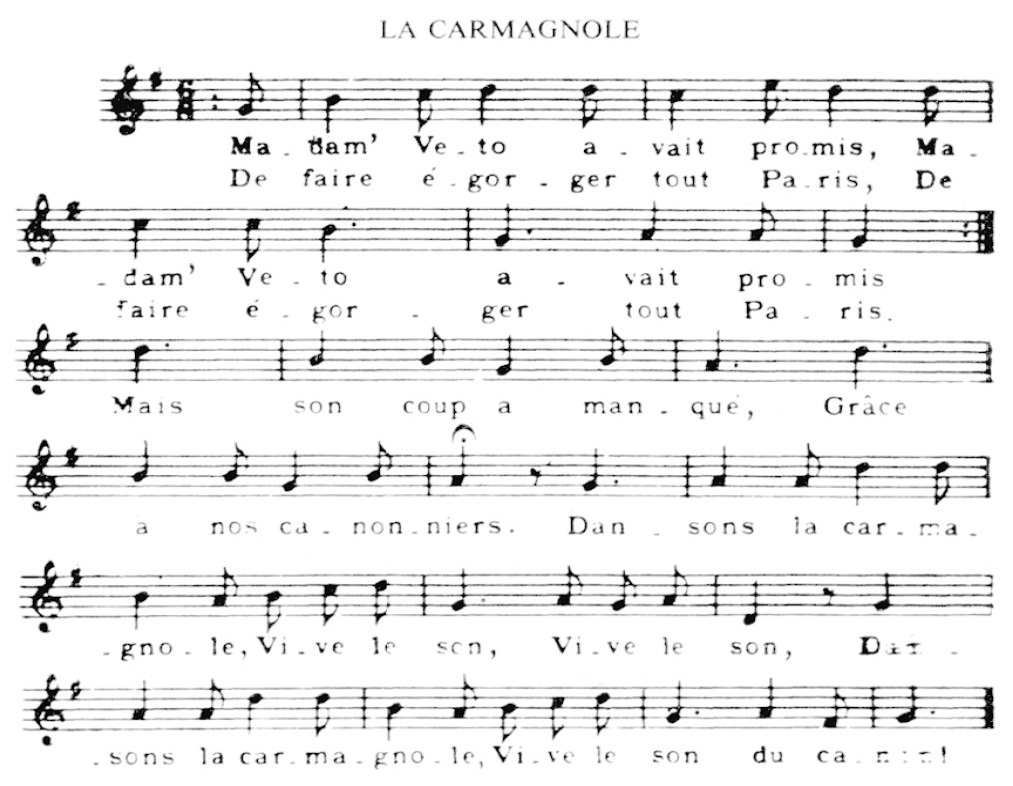
La Carmagnole, Erstdruck
rahmenlos

Trotz des auf Italien verweisenden Titels ist der Ursprung der Melodie nicht eindeutig nachgewiesen. Das Dreier-Metrum sowie Ähnlichkeiten im melodischen Duktus lassen auch Bezüge zu älteren politischen Spottliedern anderer Herkunft, etwa des irischen Lillibullero, plausibel erscheinen. Unwahrscheinlich ist, dass Text und Melodie gleichzeitig und in direktem Bezug aufeinander verfasst wurden. 

## Text
Mit „Madame und Monsieur Véto“ sind Marie-Antoinette und Ludwig XVI. gemeint. Der Spottname bezieht sich auf das (aufschiebende) Vetorecht, das dem König in der kurzlebigen Verfassung von 1791 eingeräumt war.
| Madame Véto avait promis De faire égorger tout Paris, Mais le coup a manqué, Grâce à nos canonniers.                | Frau Veto hatte versprochen, Ganz Paris den Hals abzuschneiden. Aber ihr Anschlag ging daneben, Dank unserer Kanoniere.                      |     |     |
| Refrain Dansons la Carmagnole Vive le son, Dansons la Carmagnole Vive le son du canon.                              | Refrain Tanzen wir die Carmagnole, Es lebe der Schall, Tanzen wir die Carmagnole, Es lebe der Schall der Kanone.                             |     |     |
| Monsieur Véto avait promis D'être fidèle à son pays ; Mais il y a manqué. Ne faisons plus quartier.                 | Herr Veto hatte versprochen, Seinem Land treu zu sein. Aber darin hat er gefehlt. Wir wollen keinen Pardon mehr geben.                       |     |     |
| Antoinette avait résolu De nous faire tomber sur le cul; Mais son coup a manqué ; Elle a le nez cassé.              | Marie-Antoinette hatte beschlossen, Uns ganz baff zu machen, Aber ihr Schlag ging daneben; Sie hat eins auf die Nase bekommen.               |     |     |
| Son mari, se croyant vainqueur, Connaissait peu notre valeur. Va, Louis, gros paour, Du Temple dans la tour.        | Ihr Ehemann glaubte, der Sieger zu sein, Da kannte er aber unsre Tapferkeit schlecht. Geh, Ludwig, du dicker Tölpel, In den Turm des Temple. |     |     |
| Les Suisses avaient promis, Qu'ils feraient feu sur nos amis, Mais comme ils ont sauté ! Comme ils ont tous dansé ! | Die Schweizer haben versprochen, Dass sie auf unsere Freunde anlegen würden, Aber wie sie gesprungen sind, Wie sie doch alle getanzt haben!  |     |     |
| Quand Antoinette vit la tour , Elle voulut faire demi-tour , Elle avait mal au cœur De se voir sans honneur.        | Als Antoinette den Turm sah, Wollte sie kehrtmachen. Da wurde ihr ganz übel, Als sie sich ehrlos sah.                                        | […] | […] |

## Ein Sinnbild der Französischen Revolution
Der Name dieses revolutionären Volksliedes wurde in der Folge auch als Bezeichnung für ein fast kragenloses Kamisol mit kurzen Schößen benutzt, wie es um 1790 von Arbeitern aus Carmagnola in Marseille getragen und von dort durch Revolutionäre auch in Paris eingeführt wurde. Diese Namensbedeutung übertrug sich wiederum auf eine besonders radikale Fraktion der Jakobiner, eben die Carmagnoles, weil diese ihre Volksnähe durch das Tragen dieses einfachen Kleidungsstücks auch optisch demonstrieren wollten.
Die Carmagnole wurde von späteren revolutionären Bewegungen, vor allem im Frankreich des 19. Jahrhunderts, immer wieder aufgegriffen. Der Text wurde dabei um viele weitere dem jeweiligen Kontext angepasste Strophen ergänzt.
Neben der Marseillaise und dem Ça ira ist die Carmagnole eines der bekanntesten Lieder der Französischen Revolution. Sie taucht daher als Zitat in vielen späteren literarischen und musikalischen Werken sowie in Filmen auf, die auf diese historische Situation anspielen, darunter etwa der Oper Andrea Chénier (1896) des italienischen Komponisten Umberto Giordano und Kurt Tucholsky im Lied vom Kompromiß sowie den Romanen A Tale of Two Cities von Charles Dickens und The Scarlet Pimpernel der Baroness Orczy.